# Цимбал
Цимбалът е музикален инструмент от групата на струнните инструменти.
Той е с множество струни, разположени в дървен резонатор, по които се удря с чукчета (палки) с форма на лъжички. Самият инструмент представлява дървен резонатор в правоъгълна или трапецовидна форма с доста големи размери (1,20 m дълъг и 1,50 m широк). На него са опънати тройни или четворни струни с обем от Е до е3. Извличането на звука става чрез удари с палки по струните. При усъвършенстваните цимбали звукът може да се прекъсва със специално заглушително устройство. Цимбалът е характерен и незаменим инструмент при унгарските цигански оркестри, в които се използват понякога по два и повече.